# Beware of Dog
Beware of Dog – debiutancki album Lil' Bow Wowa wydany 26 września 2000 roku przez So So Def i Columbia Records. Bow Wow miał wtedy 13 lat. Na albumie znalazły się single "Bounce With Me" z grupą żeńską Xscape i "Bow Wow (That's My Name)" z gościnnym udziałem Snoop Dogga. Płyta sprzedała się w ponad trzech milionach egzemplarzy.

## Lista utworów
| #   | Tytuł ścieżki                      | Kompozytorzy | Gościnne                           | Czas |
| --- | ---------------------------------- | --- | ---------------------------------- | ---- |
| 1.  | "Intro"                            | |                                    | 0:21 |
| 2.  | "The Future"                       | Dupri, Jermaine/Mitchell, Terron/Cox, Bryan-Michael/Griffin, Rahman                                                   | R.O.C.                             | 2:36 |
| 3.  | "Bounce With Me"                   | Da Brat/Dupri, Jermaine/Cox, Bryan-Michael                                                                            | Xscape                             | 2:56 |
| 4.  | "Puppy Love"                       | Casey,/Simon, Dwayne/Dupri, Jermaine/Erving, Bobby/Casey, Brandon/Cox, Bryan-Michael/Smith, James Todd/Pierce, Darryl | Jagged Edge                        | 3:29 |
| 5.  | "You Know Me"                      | Da Brat/Dupri, Jermaine/Cox, Bryan-Michael                                                                            | Jermaine Dupri & Da Brat           | 3:08 |
| 6.  | "The Dog in Me"                    | Dupri, Jermaine/Cox, Bryan-Michael                                                                                    |                                    | 3:22 |
| 7.  | "Bow Wow (That's My Name)"         | Snoop Dogg/Dupri, Jermaine/Cox, Bryan-Michael                                                                         | Snoop Dogg                         | 3:44 |
| 8.  | "This Playboy"                     | Dupri, Jermaine/Dixon, Lee/Cox, Bryan-Michael/Griffin, Rahman                                                         | Jermaine Dupri, R.O.C., & Big Duke | 3:37 |
| 9.  | "Ghetto Girls"                     | Dupri, Jermaine/Felder, Wilton/Mitchell, Terron/Cox, Bryan-Michael                                                    |                                    | 3:15 |
| 10. | "You Already Know"                 | Dupri, Jermaine/Lowe, Carl                                                                                            |                                    | 3:18 |
| 11. | "Bounce With Me [Extended LP Mix]" | Da Brat/Dupri, Jermaine/Cox, Bryan-Michael                                                                            | Xscape                             | 7:15 |

## Pozycje na listach
| Lista (2000)                          | Pozycja |
| ------------------------------------- | ------- |
| U.S. Billboard 200                    | 8       |
| U.S. Billboard Top R&B/Hip-Hop Albums | 3       |